# خوسيه بينتوس سالدانيا
خوسيه بينتوس سالدانيا (بالإسبانية: José Luis Pintos Saldanha)‏ (مواليد 25 مارس 1964) هو لاعب كرة قدم. يلعب مع منتخب الأوروغواي لكرة القدم. سبق له أن لعب في كأس العالم لكرة القدم مع منتخب بلاده.

## روابط خارجية
- خوسيه بينتوس سالدانيا على موقع الاتحاد الدولي (مؤرشف)  (الإنجليزية)
- خوسيه بينتوس سالدانيا على موقع الاتحاد الأوربي (الإنجليزية)
- خوسيه بينتوس سالدانيا على موقع قاعدة بيانات كرة القدم.إي يو (الإنجليزية)
- خوسيه بينتوس سالدانيا على موقع ناشيونال فوتبول تيمز (الإنجليزية)